# No. 1 Court
No. 1 Court (česky dvorec č. 1) je tenisový stadion, druhý největší dvorec areálu All England Lawn Tennis and Croquet Club, který leží v jihozápadní londýnské části Wimbledon. Otevřen byl v červnu 1997. Jeho povrch tvoří tráva ve formě odolného 100 % víceletého jílku vytrvalého, který je stříhán na výšku 8 milimetrů.
Rekonstrukce dokončená v roce 2019 znamenala zastřešení dvorce zatahovací střechou, druhou v areálu po centrálním kurtu, a navýšení kapacity na 12 345 diváků. Střecha hlediště má kruhový tvar.
Daviscupový tým Velké Británie jej také využívá ke svým utkáním v Davis Cupu. Každoročně se na něm hraje třetí grandslam sezóny Wimbledon. Spolu s centrálním dvorcem a dvorcem č. 2 se na něm odehrály tenisové soutěže Letních olympijských her 2012.

## Historie

### 1924–1997: Bývalý dvorec č. 1
Původní dvorec č. 1 vznikl v roce 1924 západně od Centre Courtu. Úvodní duel sehráli britští tenisté Brian Gilbert a Noel Turnbull. Následující den měl premiéru zápas ženské dvouhry mezi Suzanne Lenglenovou a Sylvií Lumley-Ellisovou. Základní kapacita činila 3 250 diváků, z toho tvořily 2 500 sedadla a přibližně 750 míst bylo k stání. V průběhu následujících let došlo k navýšení na 7 328 návštěvníků 700 míst bylo přidáno roku 1929, dalších 450 v roce 1939, 900 míst v roce 1955 a 1 250 sedadel roku 1981, což znamenalo celkovou kapacitu 6 508 diváků. Řada hráčů si dvorec oblíbila pro jeho intimní atmosféru.
V letech 1946–1972 se zde konal Wightman Cup, každoroční ženská týmová soutěž mezi Spojenými státy a Velkou Británií.
Původní dvorec byl zbourán ve druhé polovině 90. let dvacátého století. Na jeho místě vzniklo nové centrum pro média a zázemí hráčů, funkcionářů a členů klubu nazvané Millennium Building.

### Od 1997: Nový dvorec č. 1
Dvorec č. 1 nahradil kurt téhož jména v červnu 1997, který stál na západní straně centrálního dvorce od roku 1924. Důvodem byl nízký počet sedadel.
Nový dvorec č. 1 vznikl v Aorangi Parku severně od Centre Courtu, s kapacitou 11 432 diváků. Otevřen byl 23. června 1997. Při zahajovacím ceremoniálu se představilo deset bývalých šampionů, kteří vyhráli alespoň tři trofeje. První zápas v ročníku 1997 odehráli Tim Henman a Daniel Nestor.
V dubnu 2013 All England Club potvrdil záměr výstavby zatahovací střechy. Rekonstrukce byla dokončena v roce 2019 a slavnostní otevření proběhlo 19. května téhož roku. Navýšena byla i kapacita na 12 345 diváků. V rámci ceremoniálu se na kurtu představili bývalí wimbledonští vítězové Pat Cash, Lleyton Hewitt, Goran Ivanišević, Jamie Murray, Kim Clijstersová, Venus Williamsová, John McEnroe, a Martina Navrátilová.

## Galerie

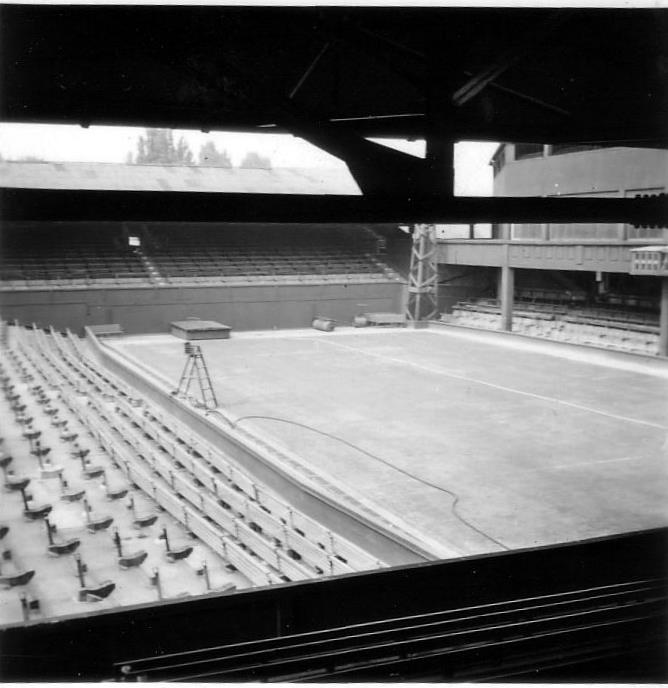
Původní dvorec č. 1
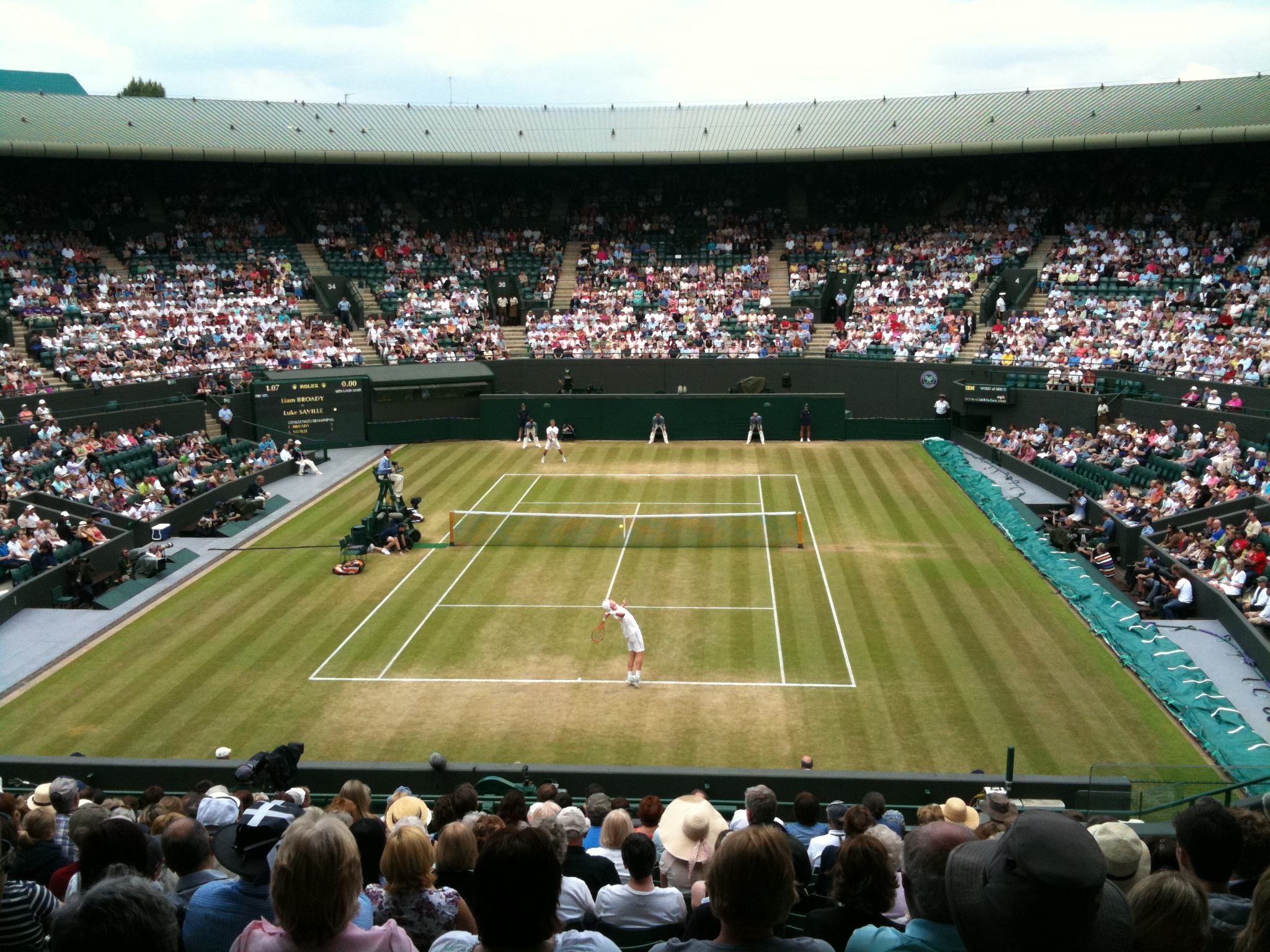
Finále juniorky chlapců, 2011
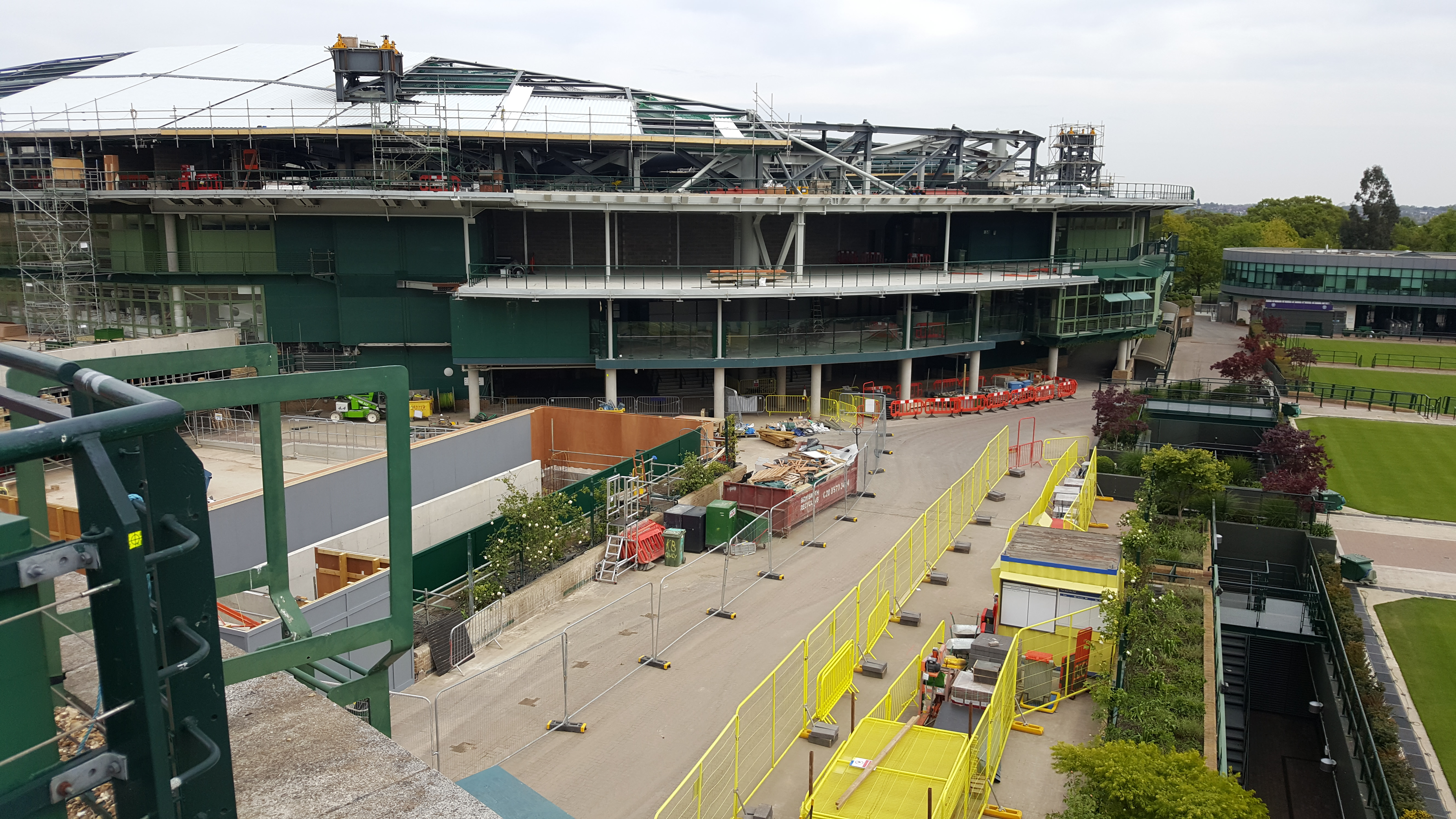
Rekonstrukce v dubnu 2017